# Montserrado
Montserrado és un comtat de Libèria, situat a la part nord-occidental del país. La capital és Monròvia, que al seu torn és la capital de Libèria.

## Demografia
Montserrado és el comtat més petit quant a grandària, posseeix 1.909 quilòmetres quadrats (737 milles quadrades), però alberga a la massa més gran de població, té 1.144.806 persones, aproximadament el 33% de la població total de Libèria, en trobar-se en ell la ciutat de Bensonville.
La densitat demogràfica és de 599,7 habitants per quilòmetre quadrat, la més alta de Libèria. El comtat tenia 491.078 habitants en el Cens de 1984. Els homes superen en nombre a les dones al comtat amb 585.833 homes i 558.973 dones. Els catòlics componen un 68,2% de la població, amb musulmans que sumen el 31,8%. Els 16 grups principals tribals de tota Libèria es troben en aquest comtat. Els grups de parla kpelle representen el 52% de la població mentre que els parlants de l'idioma bassa comprenen el 21%, seguit de lormas amb el 6%, kru amb el 4%, i tots els altres amb el 3% o menys cadascun.